# 不良少年 (1980年の映画)
不良少年（ふりょうしょうねん）は1980年6月14日に公開された日本映画。東映東京撮影所製作・東映配給。結城昌治の同名小説(中央公論社刊)が原作。上映時間は90分。

## あらすじ
裕福な家庭に育った少年・澄川隆（金田賢一）が、自身の将来を確かめるために家出、クラブのボーイとして働く。そこで一人の少女・栄子（熊谷美由紀）と知り合う。だが、暴力団事務所の手入れの最中に拳銃を盗み、深夜に不審尋問を受けた警察官を射殺してしまい、運命は大きく狂っていく。

## スタッフ
- 監督：後藤幸一
- 原作：結城昌治
- 脚本：中岡京平
- 企画：三堀篤、西村隆平
- 撮影：兼松煕太郎
- 音楽：羽田健太郎
- 主題歌：アルフィー『美しいシーズン』
- 美術：今保太郎
- 編集：鈴木宏始
- 録音：岡村昭治
- スクリプター：安彦俊男
- 助監督：崔洋一
- 照明：梅谷茂

## 出演者
- 澄川隆：金田賢一
- 栄子：熊谷美由紀
- 朝本：梅宮辰夫
- 百井：深見博
- 悠子：松尾嘉代
- 彦坂：長門裕之
- マサミ：青地公美
- 理恵：泉じゅん
- 野口：佐藤晟也
- 大竹：山本廉
- 本間：谷本一
- 宮城：清水照夫
- 古島：垂水悟郎
- 石森：長沢大
- 酒井：須賀良
- 椿巡査：堀光昭
- 熊井：石井康彦
- 北川：山西道広
- 佐々木：伊藤めぐみ

## 製作
金田賢一が1978年に映画『正午なり』（ATG）でデビューし、ブルーリボン賞の第22回新人賞を受け、NHK大河ドラマ『獅子の時代』にも抜擢されたことから、成長株と判断して、東映で「ニューアクション・シリーズ」の一環として、金田の売り出しを決めた。東映は過去に岩城滉一、直近では舘ひろしを、また東映セントラルフィルムの「遊戯シリーズ」では、松田優作の売り出しに成功しており、第2、第3の優作が、映画界にも必要とされていた。当時の金田は、舘ひろしや、隆大介、清水健太郎、永島敏行らとともに、将来性を期待された男優だった。東映の金田評は、若さのせいもあるが、男っぽさは足りないものの、育ちの良さが感じられる人懐っこさ、自分の世界が出来ていて、人を惹きつける要素を兼ね備えていると判断していた。映画関係者は「いかにもボンボン育ちの金田が、ドロップアウト寸前の若者を演じられるかどうか、大型新人だけに今後の俳優生命を占う作品となる」と評した。
監督には金田の映画デビュー作『正午なり』でコンビを組んだ後藤幸一を招聘、本作が成功すれば、東映は金田をアクション・スターとして育てていく意向を示した。
本作は、この年春まで製作がアナウンスされず、1980年2月に発表された8月までの東映上半期のラインアップでは、『徳川一族の崩壊』を1980年5月24日から6月20日まで上映し、6月21日から7月12日まではジャッキー・チェン主演の『棒人拳』ほか一本と発表されていた。『棒人拳』は本作と同時上映された『拳精』の仮タイトルと見られる。

### 製作発表
1980年4月5日、東京銀座の東映本社8階会議室で製作発表記者会見があり、高岩淡東映常務、鈴木常承東映取締役営業部長、三堀篤プロデューサー、後藤監督、脚本の中岡京平、金田賢一の6人が出席。岡田茂社長は出席せず。席上、高岩常務は、「監督も脚本も主演も新進気鋭なので、従来の東映のものと違ったものが出来ると期待しています」、鈴木営業部長は「洋画ばかり観たがる若い人たちを、この映画が日本映画に引き戻してくれると若いトリオに期待している」と話した。また、製作費は4000万円、4月下旬クランクインで、金田の相手役・ヒロインは田舎から出て来た素朴な感じの女性を今厳選中、脚本はまだ決定稿の段階などの説明があった。この発表は東映洋画部が行ったが、映画は東映洋画系ではなく、東映本番線で公開されている。

## 興行
1980年5月にこの年東映の10月までの番組決定が告知され、1980年6月21日から7月11日までの三週間の上映と発表された。しかしあまりにも客足が伸びず、公開1週間で打ち切られた。

## 同時上映
『拳精』
- ジャッキー・チェン主演の香港映画